# Cuencas Mineras
Cuencas Mineras is een comarca van de Spaanse provincie Teruel. De hoofdsteden zijn Montalbán en Utrillas, de oppervlakte 1407,60 km2 en het heeft 9604 inwoners (2002).

## Gemeenten
Alcaine, Aliaga, Anadón, Blesa, Cañizar del Olivar, Castel de Cabra, Cortes de Aragón, Cuevas de Almudén, Escucha, Fuenferrada, Hinojosa de Jarque, La Hoz de la Vieja, Huesa del Común, Jarque de la Val, Josa, Maicas, Martín del Río, Mezquita de Jarque, Montalbán, Muniesa, Obón, Palomar de Arroyos, Plou, Salcedillo, Segura de los Baños, Torre de las Arcas, Utrillas, Villanueva del Rebollar de la Sierra, Vivel del Río Martín en La Zoma.